# Вертихвостки
«Вертихвостки» (порт. Dzi Croquettes) — полнометражный документальный фильм Рафаэля Альвареза и Татьяны Изы. Премьера состоялась 16 июля 2010 года в Бразилии.

## Сюжет
Фильм рассказывает о музыкальной группе, препятствовавшей диктатуре в Бразилии, «Вертихвостки», существовавшую в 1970-х годах. Так же из этого фильма можно узнать, что случилось с членами музыкальной группы после их распада в 1978 году.

## В ролях
- Норма Бенгал
- Сезар  Камарго Мариано
- Педро Кардосо
- Мигель Фалабелла
- Жилберту Жил (хроника)
- Эльке Маравила
- Ней Матогроссо
- Лайза Миннелли  (хроника)
- Нельсон Мотта
- Пьера Марилья
- Клаудия Рая

## Награды

### Международный кинофестиваль в Рио-де-Жанейро (2009)
- Приз зрительских симпатий в номинации «Лучший документальный фильм»
- Специальная премия  жюри  в номинации «Лучший документальный фильм»

### Международный кинофестиваль в Сан-Паулу (2009)
- Специальная премия  жюри  в номинации «Лучший документальный фильм Бразилии» Татьяна Иза]]
- Премия «Итамарати»  в номинации «Лучший документальный фильм»

### Международный ЛГБТ-кинофестиваль в Сан-Франциско(2010)
- Приз жюри за лучший документальный фильм[1]